# ژان بورگن
ژان بورگن (انگلیسی: Jean Bourgain; ۲۸ فوریهٔ ۱۹۵۴ – ۲۲ دسامبر ۲۰۱۸) دانشمند در زمینه آنالیز ریاضی اهل بلژیک بود.
وی همچنین برندهٔ جوایزی همچون مدال فیلدز شده‌است.